# Apophua concinna
Apophua concinna là một loài tò vò trong họ Ichneumonidae.